# 小戴卫霉科
小戴卫霉科（学名：Davidiellaceae），是真菌界座囊菌纲煤炱目的一科真菌。
本科于2006年建立，是因為分子系统发生学的研究而創建，為了容納不能歸入其他科的Davidiella屬以及其他無性型（anamorph）的煤炱目真菌。

## 圖庫

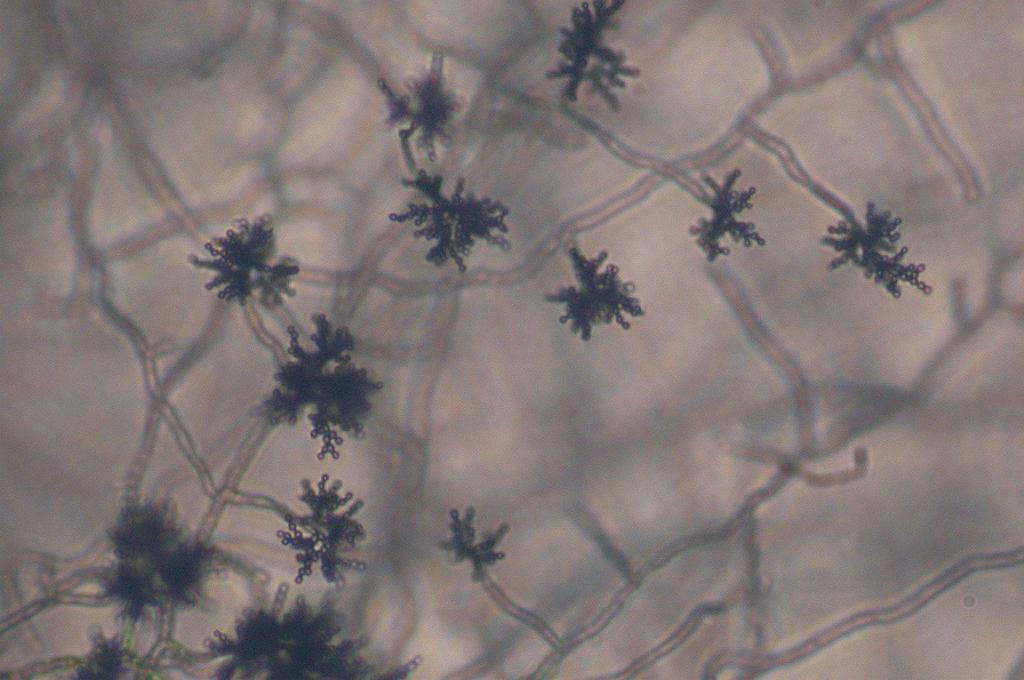
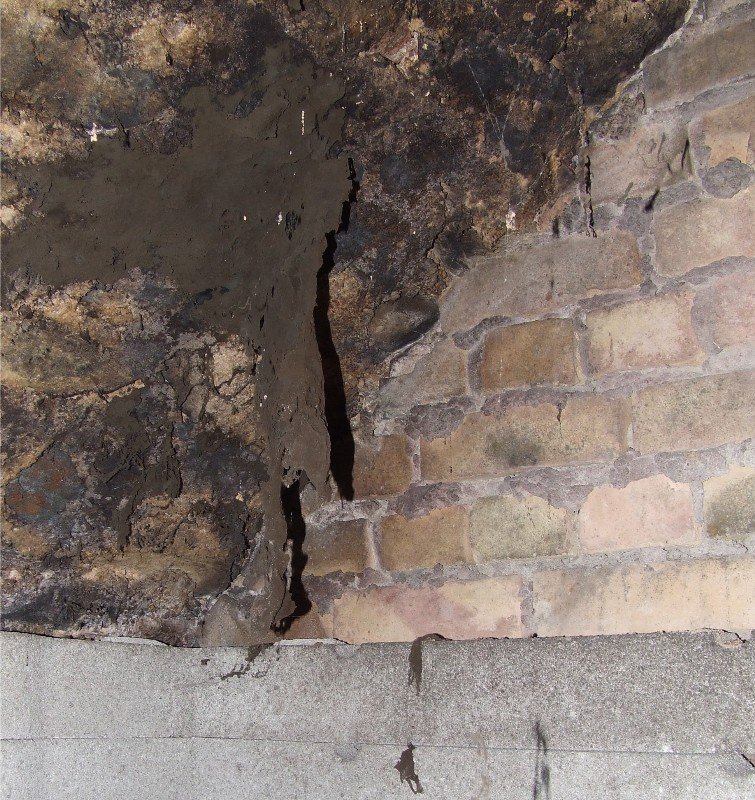
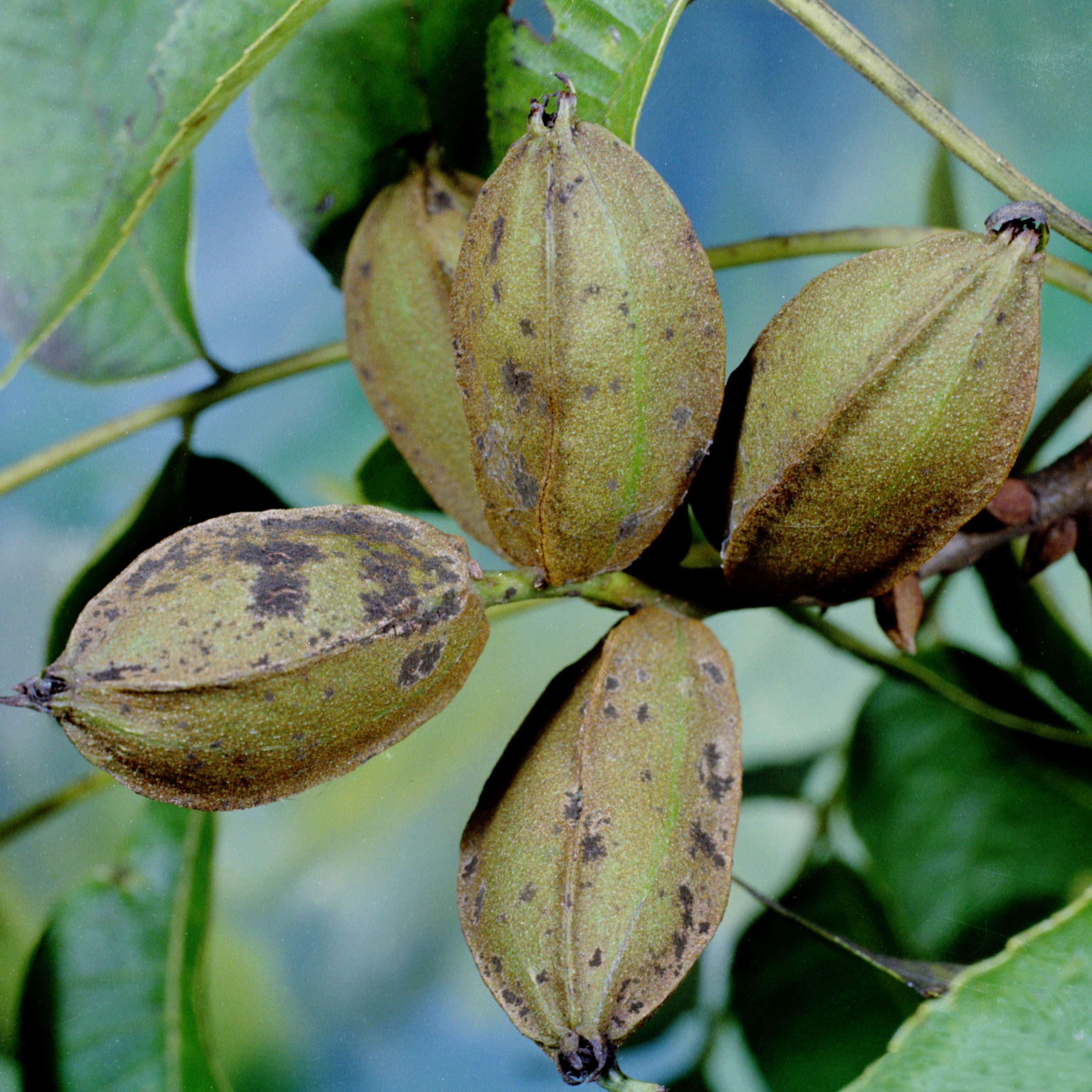
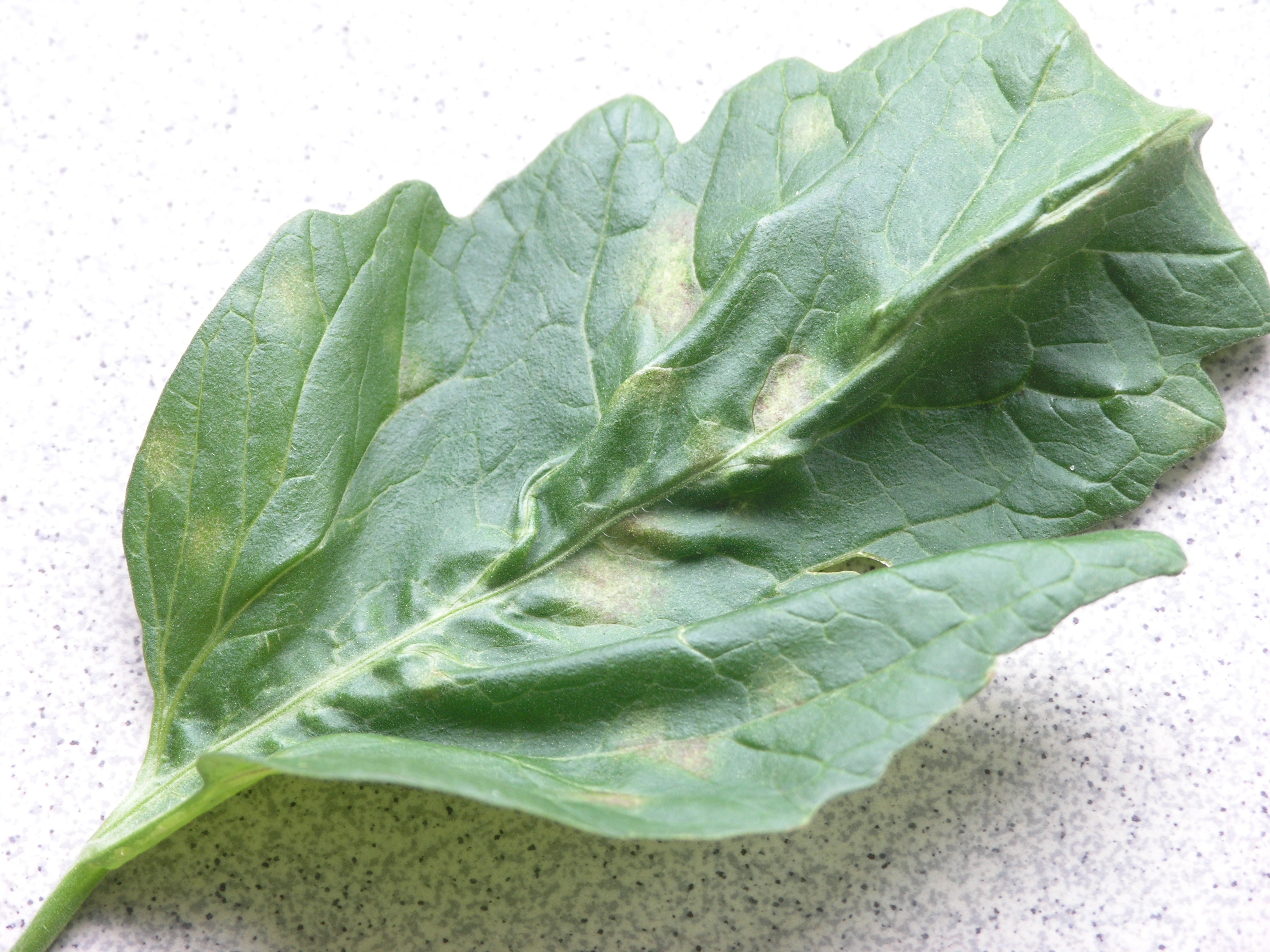
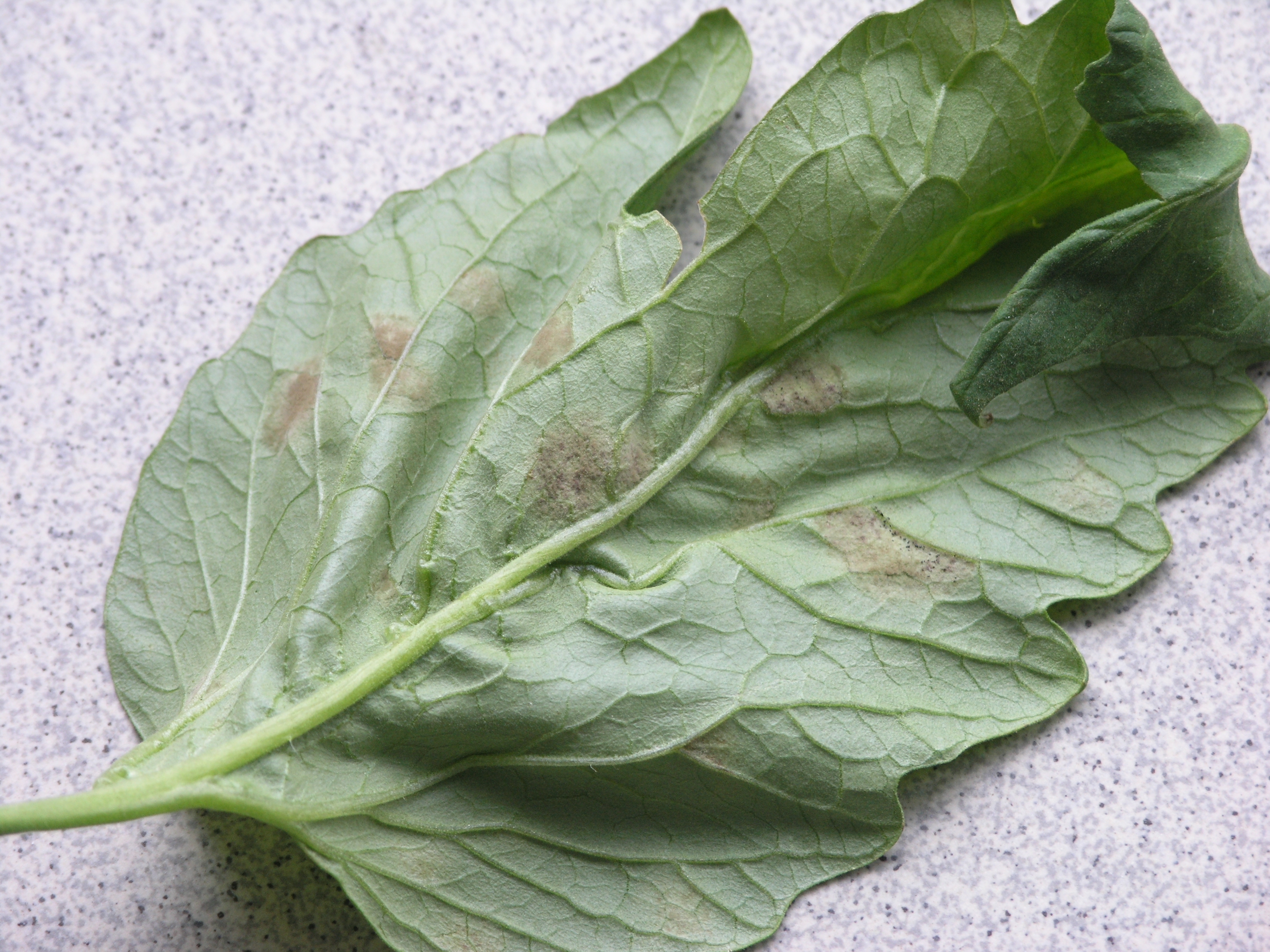

## 分类
小戴卫霉科包括以下7個屬：
- Acroconidiella J.C.Lindq. & Alippi
- 枝孢菌属 Cladosporium Link, 1816
- 小戴卫霉属 Davidiella Crous & U.Braun
- Dichocladosporium K.Schubert, U.Braun & Crous, 2007
- Graphiopsis
- Heterosporium
- Hoornsmania Crous, 2007
- Hormodendrum